# Mycodiplosis glycyrrhizae
Mycodiplosis glycyrrhizae är en tvåvingeart som beskrevs av Fedotova 1985. Mycodiplosis glycyrrhizae ingår i släktet Mycodiplosis och familjen gallmyggor.
Artens utbredningsområde är Kazakstan. Inga underarter finns listade i Catalogue of Life.